# Trailer Park Boys (série télévisée)
Pour les articles homonymes, voir Trailer Park Boys.
Trailer Park Boys est une série télévisée canadienne en 125 épisodes de 25 minutes créée par Mike Clattenburg en 1999 et diffusée entre le 22 avril 2001 et le 14 janvier 2015 sur Showcase. La série a été précédée d'un film diffusé le 15 juillet 1999, accompagnée de quatre épisodes spéciaux et de deux téléfilms.
Il s'agit d'un faux documentaire (mockumentaire) satirique portant sur la vie des résidents d'un parc de maisons mobiles, dont certains sont des ex-prisonniers. L'action se situe à Dartmouth (Nouvelle-Écosse) et suit les aventures de ces anti-héros maladroits.

## Synopsis
L'histoire suit les aventures de trois amis : Ricky, Julian et Bubbles, de petits magouilleurs qui résident dans un parc de maisons mobiles. Chacune des saisons débute sur le même canevas : les trois amis sortent de prison à la suite de petits délits et s'empressent immédiatement d'échafauder de nouveaux plans pour devenir riches, se procurer de la drogue et éviter la prison. Leurs plans échouent généralement à cause de l'intervention du gérant du parc de maisons mobiles, un ancien policier, et à cause de leur ineptie.
Les premières saisons se terminaient par la remise en prison des trois amis. Par la suite, les saisons se terminaient par la réussite d'un de leurs plans, mais le début de la saison suivante montrait que ce n'était qu'une illusion.

## Distribution
- Robb Wells : Ricky LaFleur (en)
- John Paul Tremblay : Julian
- Mike Smith : Bubbles
- John Dunsworth : James « Jim » Lahey
- Patrick Roach (en) : Randy
- Sarah E. Dunsworth (en) : Sarah
- Barrie Dunn : Ray (saisons 1 à 7)
- Tyrone Parsons : Tyrone, dit « T »
- Lucy DeCoutere (en) : Lucy (saisons 1 à 10)
- Jonathan Torrens : Jamie, dit « J-Roc » (saisons 1 à 10)
- Cory Bowles : Cory (saisons 1 à 6, 8 à 12)
- Michael Jackson (en) : Trevor (saisons 1 à 6)
- Jeanna Harrison-Steinhart : Trinity (saisons 1, 3 à 12)
- Shelley Thompson : Barbara Lahey (saisons 2 à 12)
- Elliot Page : Treena Lahey (saison 2) (crédité Ellen Philpotts-Page)

## Style
La série a été filmée comme un faux documentaire, incluant de longues séquences sans action, et l'équipe technique peut parfois être vue en arrière-plan. Les personnages parlent aussi plusieurs fois directement à la caméra, le micro étant visible à l'écran, et improvisent. Dans un épisode, l'un des techniciens reçoit même une balle. Le tout pour donner l'impression au téléspectateur qu'il assiste à de vrais événements.

## Films
- 1999 : Trailer Park Boys de Mike Clattenburg
- 2004 :  Trailer Park Boys: Xmas Special
- 2006 : Trailer Park Boys: The Movie de Mike Clattenburg
- 2009 : Countdown to Liquor Day de Mike Clattenburg
- 2014 : Don't Legalize It de Mike Clattenburg

## Séries dérivées
- 2016-2017 : Trailer Park Boys: Out of the Park
- 2019 : Trailer Park Boys The Animated Series diffusé sur Netflix

## Diffusion et popularité
Cette série canadienne fut un grand succès pour la chaîne Showcase et a été diffusée dans plusieurs pays dont l'Australie, le Royaume-Uni, l'Irlande, l'Islande, la Nouvelle-Zélande, la Pologne, le Portugal et l'Espagne. Les trois principaux acteurs ont même fait partie de la tournée Our Lady Peace de Guns N' Roses où Bubbles a chanté sa chanson thème Liquor and Whores. Les Trailer Park Boys ont également participé à des vidéos de The Tragically Hip, de George Canyon et de Snow, en plus d'avoir fait l'animation à plusieurs remises de prix.
La série comporte plusieurs caméos par des artistes connus comme Alex Lifeson de Rush, la chanteuse folk canadienne Rita MacNeil, Brian Vollmer (en) du groupe Helix, Sebastian Bach du groupe Skid Row et l'auteur/compositeur Denny Doherty. Ainsi que plusieurs apparitions de Snoop Dogg et la présence de Tom Arnold et Doug Benson (en) pour les trois derniers épisodes de la saison 10.